# Acoso laboral
El acoso laboral, también conocido por el anglicismo mobbing, hace referencia tanto a la acción de un hostigador u hostigadores conducente a producir miedo, terror, desprecio o desánimo en el trabajador afectado hacia su trabajo, como el efecto o la enfermedad que produce en el trabajador. 
La persona o grupo afectado recibe una violencia psicológica a través de actos negativos y hostiles dentro o fuera del trabajo por parte de grupos sociales externos, de sus compañeros (acoso horizontal, entre iguales), de sus subalternos (en sentido vertical ascendente) o de sus superiores (en sentido vertical descendente, también llamado bossing, del inglés boss, 'jefe'). 
Esta violencia psicológica se produce de forma sistemática y recurrente durante un tiempo prolongado, a lo largo de semanas, meses e incluso años, y al mismo en ocasiones se añaden accidentes fortuitos y hasta agresiones físicas, en los casos más graves. Una situación de acoso muy prolongada en el tiempo, además de enfermedades o problemas psicológicos, puede desembocar, en situaciones extremas, en el suicidio de la víctima.
Lo que se pretende en último término con este hostigamiento, intimidación o perturbación (o normalmente la conjugación de todas ellas) es el abandono del trabajo por parte de la víctima o víctimas, la cual es considerada por sus agresores como una molestia o amenaza para sus intereses personales (necesidad de extorsión, ambición de poder, de riquezas, posición social, mantenimiento del statu quo, etc.), o bien el sometimiento completo del trabajador hacia las constantes e inagotables demandas de su jefe, incluso fuera de su horario laboral. 
La incidencia poblacional del acoso laboral en enero de 2003 se calculó que estaba en el 10-15 % del total de los trabajadores en activo.

## Diferencias con el síndrome de desgaste profesional y el estrés
El acoso laboral como riesgo psicosocial podría ser confundido con otra manifestación patológica laboral denominada síndrome del desgaste profesional o trabajador quemado. Sin embargo no representan el mismo fenómeno, pues literalmente el estar quemado o desgastado es por circunstancias de actitud o características inherentes a la profesión o el trabajo, lo cual genera en el trabajador una intensa demanda en el aspecto emocional, exigencia muy común entre maestros o enfermeras, por citar dos ejemplos.
El acoso en el trabajo también es confundido con el estrés y tiene paralelismos en sus manifestaciones con el acoso escolar, al que se asemeja en gran medida. En la mayoría de los casos, tanto en el acoso escolar como en el laboral, las estrategias que utilizan los acosadores son sutiles, como se ha visto más bien de índole psicológica, pues la intención es no dejar rastro o huella del acoso. Lo que se pretende es hacer pasar al acosado por incompetente, improductivo o problemático y, de paso, no poder ser acusados de nada debido a los difícil de demostrar una agresión de tipo psicológico.
A tales efectos, una táctica muy común es la provocación continuada a través de la cual se intenta que la víctima, debido precisamente a la tensión o agobio a que vive sometida, acabe explotando y, en un arranque de ira, traicionándose a sí misma, bien de palabra o acto, con lo que ya se ha logrado el pretexto para el castigo o la expulsión, y así el acosador puede lavarse las manos.
En este sentido, en una sentencia del Juzgado de lo Social de Santander se establece un «concepto uniforme de mobbing». Este juzgado entiende por acoso laboral «aquella presión laboral tendente a la autoeliminación de un trabajador mediante su denigración».
El acoso laboral puede desembocar en enfermedad profesional, es decir, derivada del trabajo, aunque tanto autoridades como empresas se muestren muy reacias a admitir esta circunstancia como tal.[cita requerida]

## Consecuencias psicológicas y laborales
- Lento deterioro de la confianza en sí misma y en sus capacidades profesionales por parte de la víctima.
- Proceso de desvaloración personal.
- Desarrollo de la culpabilidad en la víctima (la propia familia suele cuestionarla sobre su comportamiento).
- Creencia de haber cometido verdaderamente errores, fallos o incumplimientos.
- Somatización del conflicto: enfermedades físicas (por ejemplo, dolor de cabeza o síndrome del intestino irritable).
- Insomnio, ansiedad, estrés, angustia, irritabilidad, hipervigilancia, fatiga, cambios de personalidad, problemas de relación con la pareja, depresión.
- Inseguridad emocional, torpeza, indecisión, conflictos con otras personas e incluso familiares.
- Mella en la autoestima.
- Trastorno por estrés agudo.
- Bajas laborales que el acosador suele aprovechar contra el trabajador, acusándolo de bajo rendimiento.[5]
- Ergofobia.

Otras consecuencias:
- Agresividad de la víctima con la familia.
- Aumento de la conflictividad con la familia.
- Aumento de las enfermedades de los hijos y problemas escolares.
- Retraimiento con la familia y amigos.
- Abandono de los amigos y rechazo por parte del entorno de la víctima, cansados de la «obsesión» con el problema laboral. «No te quejes, que nosotros no estamos mejor: el "puteo" va con el sueldo».
- Falta de apoyo de los familiares ante los intentos de la víctima de hacer frente a la situación, legal o psicológicamente.
- Estigmatización social en los sectores de actividad laboral próximos.[6]
- En algunos casos el trabajador podría incluso perder el temor de ser despedido (e incluso buscar la manera de favorecerlo), trayendo como consecuencia que al buscar otro empleo no sea contratado por no tener buenas referencias y acabe desempleado.

El desenlace habitual de la situación de acoso laboral suele significar la salida de la víctima de la organización de manera voluntaria o forzosa. Otras consecuencias pueden ser el traslado, o incluso el pase a situación de incapacidad permanente. La recuperación definitiva de la víctima suele durar años y, en casos extremos, no se recupera nunca la capacidad de trabajo.
Afirma Iñaki Piñuel que «en muchos casos, el mobbing persiste incluso después de la salida de la víctima de la empresa, con informes negativos o calumniosos a futuros empleadores, eliminando así la empleabilidad externa de la víctima. Se trata de una especie de re-mobbing».

### Carácter objetivable del acoso laboral
El acoso laboral, al producirse, siempre debe ser comprobable. A pesar de que puede llegar a utilizar tácticas muy sutiles y que las conductas de acoso llegan a tener un carácter clandestino, por no dejar excesivas huellas externas, ni contar con testigos dispuestos a revelar lo que han presenciado, el ámbito de la evaluación del acoso en el trabajo debe ser prioritariamente algo objetivo y no meramente subjetivo.
Su definición correcta implica establecer y objetivar el carácter real y fehaciente de una serie de comportamientos que, a pesar de que son habitualmente negados por quienes los practican, se pueden establecer o acreditar externamente por testigos, registros, grabaciones o documentos.
Tales indicadores objetivables muestran que el acoso laboral no se encuentra tan solo en una especie de mente paranoide o autorreferencial de las víctimas, sino que las conductas de hostigamiento que lo originan existen en la realidad, incluso fuera del espacio laboral, trascendiendo a la familia, el hogar y los círculos sociales que frecuenta la persona.
Acuñación del término
La Comisión Europea adoptó el 14 de mayo de 2001 un concepto de «acoso laboral», como comportamiento negativo entre compañeros o entre superiores e inferiores, a causa del cual la víctima es objeto de ataques sistemáticos durante largo tiempo por parte de una o más personas, con la finalidad de obtener su extrañamiento.
Para ilustrar este apartado, se puede recurrir al esclarecimiento establecido por la STSJ de Galicia de 17 de diciembre de 2010,[cita requerida] resolución que, entre otros aspectos, manifiesta que en los ámbitos especializados (médico y jurídico), el acoso laboral se define como una conducta abusiva o agresión psicológica a la que sistemáticamente se somete a una persona y que se manifiesta mediante reiteradas conductas, palabras o actitudes que laceran la dignidad e integridad psíquica del trabajador poniendo en peligro o degradando sus condiciones laborales.

## Características del acoso laboral
Según el profesor Iñaki Piñuel y Zabala son estrategias habituales en el acoso laboral las siguientes:
- Gritar, avasallar o insultar a la víctima cuando está sola o en presencia de otras personas.
- Asignarle objetivos o proyectos con plazos que se saben inalcanzables o imposibles de cumplir, y tareas que son manifiestamente inacabables en ese tiempo.
- Sobrecargar selectivamente a la víctima con mucho trabajo y presionarla excesivamente.
- Amenazar de manera continuada a la víctima o coaccionarla.
- Quitarle áreas de responsabilidad clave, ofreciéndole a cambio tareas rutinarias, sin interés o incluso ningún trabajo que realizar («hasta que se aburra y se vaya»).
- Modificar sin decir nada al trabajador las atribuciones o responsabilidades de su puesto de trabajo.
- Tratarle de una manera diferente o discriminatoria, usar medidas exclusivas contra él, con vistas a estigmatizarlo ante otros compañeros o jefes (excluirle, discriminarle, tratar su caso de forma diferente, trasladarle a puestos inferiores, rebajarle el sueldo).
- Ignorarle («hacerle el vacío») o excluirlo, hablando sólo a una tercera persona presente, simulando su no existencia («ninguneándolo») o su no presencia física en la oficina, o en las reuniones a las que asiste («como si fuese invisible»).
- Retener información crucial para su trabajo o manipularla para inducirle a error en su desempeño laboral, y acusarle después de negligencia o faltas profesionales.
- Difamar a la víctima, extendiendo por la empresa u organización chismes o rumores maliciosos o calumniosos que menoscaban su reputación, su imagen o su profesionalidad.
- Infravalorar o no valorar en absoluto el esfuerzo realizado por la víctima, negándose a evaluar periódicamente su trabajo.
- Bloquear el desarrollo o la carrera profesional, limitando retrasando o entorpeciendo el acceso a promociones, cursos o seminarios de capacitación.
- Ignorar los éxitos profesionales o atribuirlos maliciosamente a otras personas o a elementos ajenos a él, como la casualidad, la suerte, la situación del mercado, etc.
- Criticar continuamente su trabajo, sus ideas, sus propuestas, sus soluciones, etc.; o simplemente no tomarlas en cuenta bajo cualquier pretexto.
- Monitorizar o controlar malintencionadamente su trabajo con vistas a atacarle o a encontrarle faltas o formas de acusarle de algo.
- Castigar duramente o impedir cualquier toma de decisión o iniciativa personal en el marco de sus responsabilidades y atribuciones.
- Bloquear administrativamente a la persona, no dándole traslado, extraviando, retrasando, alterando o manipulando documentos o resoluciones que le afectan.
- Ridiculizar su trabajo, sus ideas o los resultados obtenidos ante los demás trabajadores, caricaturizándolo o parodiándolo.
- Invadir la privacidad del acosado interviniendo su correo, su teléfono, revisando sus documentos, armarios, cajones, etc.
- Robar, destruir o sustraer elementos clave para su trabajo.
- Atacar sus convicciones personales, ideología o religión.
- Animar a otros compañeros/jefes a participar en cualquiera de las acciones anteriores mediante la persuasión, la coacción o el abuso de autoridad.[3]
- Atentar contra la ergonomía del trabajador en su sitio laboral.
- Asignarle tareas humillantes, incómodas o desagradables.
- llamadas telefónicas, correos electrónicos y/o pedido de tareas fuera del horario laboral

### Acoso laboral hacia madres y embarazadas
El acoso maternal hace referencia a cualquier tipo de trato desfavorable en el trabajo hacia las mujeres relacionado con el embarazo y la maternidad.
No siempre el acoso tiende a la eliminación del compañero o subordinado incómodo. Frecuentemente lo que pretende quien acosa es mostrar a la víctima o a los demás su poder, y hacerlo mediante la destrucción de aquel al que va a victimizar. Incluso marcar o mostrar un ejemplo de lo que puede ocurrirle a alguien.
El llamado «acoso maternal» o, más propiamente, acoso contra las mujeres embarazadas, es uno de estos casos en los que no se busca la destrucción de la víctima de forma directa, sino que a pesar de que lo anterior se consiga igualmente, lo que se busca más inmediata y directamente es mostrar un ejemplo de lo que le puede pasar a "la que se atreva a" quedarse embarazada.
Es un tipo castigo ejemplarizante que debe servir de aviso para otras mujeres que observan lo que le ocurre a la víctima y que de este modo no se atreven ya a quedarse embarazadas.
Según datos[¿cuál?] de la Fundación Madrina, la mitad de las mujeres que ellos atienden han sufrido acoso maternal en el momento en que se han quedado embarazadas.
El Estudio Cisneros-XI, elaborado por el profesor Iñaki Piñuel y Zabala, recoge que:
- El 18 % de las trabajadoras denuncian que en su organización se producen presiones contra las mujeres por causa de su maternidad.
- El 8 % de las trabajadoras acosadas refieren como causa principal del hostigamiento su maternidad.
- El 16 % de las trabajadoras acosadas lo son por reclamar derechos laborales que les corresponden.
- El 16 % de las trabajadoras acosadas denuncian acoso simplemente por el hecho de ser mujeres.

## Partes implicadas

### Perfil habitual de la víctima
- Personas que tienen mayor probabilidad de ser envidiadas por sus características personales, sociales o familiares (por su éxito social, su buena fama, inteligencia, apariencia física).as
- El acoso laboral suele afectar a trabajadores perfectamente válidos y capaces, bien valorados y creativos. Muy frecuentemente se trata de adultos reconocidos por sus cualidades, de forma que suelen estar, paradójicamente, entre los mejores de la organización.
- En otros casos se debe a haberse resistido la víctima a participar, colaborar o a «mirar a otro lado» mientras se producían «enjuagues», es decir, por aquello que conocen o han presenciado.
- Otro perfil es el de aquellos que presentan un exceso de ingenuidad y buena fe y que no saben hacer frente desde el principio a aquellos que pretenden manipularlos o perjudicarlos.
- También se elige a la víctima debido a su «juventud», orientación sexual, ideología política, religión, procedencia geográfica, etc.
- Es muy frecuente que se seleccione a las víctimas entre personas que presenten un factor de mayor vulnerabilidad personal, familiar o social (inmigrantes, discapacitados, enfermos, víctimas de violencia doméstica, mujeres u hombres atractivos...). En estos casos la posibilidad de hacer frente a los acosadores disminuye, viéndose facilitada la impunidad de estos.
- Personas con algún tipo de diversidad funcional: síndrome de Down, discapacidad intelectual, autismo, síndrome de Asperger, etc.

Las víctimas, pues, suelen ser personas con elevada ética, honradez y rectitud, así como con un alto sentido de la justicia. Personas con alguna característica que los distingue, como las ya apuntadas (jóvenes, mujeres, minorías...). Personas altamente capacitadas. Personas populares, líderes natos. Personas con una elevada capacidad empática, sensibilidad o comprensión del sufrimiento ajeno. Personas con situaciones personales o familiares altamente satisfactorias. Personas en situaciones de alta vulnerabilidad, etc.

### Perfil del acosador
El fin último del acosador es el «asesinato psicológico» de la víctima, y el motivo principal encubrir la propia mediocridad, todo ello debido al miedo y la inseguridad que experimentan los acosadores hacia sus propias carreras profesionales. De este modo se puede desviar la atención o desvirtuar las situaciones de riesgo para ellos, haciendo de las víctimas verdaderos chivos expiatorios de las organizaciones. La mera presencia de la víctima en el lugar de trabajo desencadena, debido a sus características diferenciales, una serie de reacciones inconscientes, causadas por los problemas psicológicos previos que presentan los hostigadores. En otras ocasiones, el temor procede de la amenaza que supone para éstos el conocimiento por parte de la víctima de situaciones irregulares, ilegales o de fraudes.
Los agentes tóxicos del acoso son en la mayoría de los casos los superiores o jefes, apoyados a menudo por «esbirros» o «sicarios». También hay muchos acosadores entre los propios compañeros de la víctima, y se calcula que, en un 4 % de casos, el acoso laboral es de tipo ascendente, es decir, del subordinado al superior.
Es frecuente la actuación de los acosadores en grupos o bandas de acoso, y los actos de hostigamiento suelen ser, como se ha visto, gritos, insultos, reprensiones constantes, humillaciones, falsas acusaciones, amenazas, obstaculizaciones, «bromitas», motes... Todo lo cual puede desembocar en el auténtico linchamiento psicológico de la víctima, que si es practicado entre todos los trabajadores es muy difícil de probar, por lo que el «asesinato psicológico» habrá resultado perfecto.
La exposición a estas conductas de hostigamiento reales y observables no es algo casual sino plenamente causal o intencional puesto que quien acosa intenta, con mayor o menor consciencia de ello, un daño o perjuicio para quien resulta ser el blanco de esos ataques, muy especialmente el amilanamiento y la quiebra de su resistencia psicológica a medio plazo. Todo proceso de acoso psicológico en el trabajo tiene como objetivo intimidar, reducir, aplanar, apocar, amedrentar y consumir emocional e intelectualmente a la víctima, con vistas a anularla, someterla o eliminarla de la organización, que es el medio a través del cual el acosador canaliza y satisface una serie de impulsos y tendencias psicopáticas.
No es infrecuente encontrar (aunque no es siempre el caso) que esa necesidad insaciable de agredir, controlar y destruir que suelen presentar los hostigadores, procede de una serie de tendencias psicopatológicas o de personalidades mórbidas o premórbidas. Estas psicopatías corresponden a autopromotores aberrantes, maquiavélicos, narcisistas o paranoides, que aprovechan la situación que les brindan los entornos más o menos turbulentos o desregulados de las modernas organizaciones para cebarse sobre sus víctimas.
Con todo, los agresores abusan y se prevalen corrientemente de su posición de poder jerárquico formal, pero del mismo modo recurren a su poder de tipo informal (los «poderes fácticos») dentro de la organización para remediar sus frustraciones a través de la violencia psicológica sobre otros, compensar sus complejos o dar rienda suelta a sus tendencias más agresivas y antisociales.

### Profesiones más afectadas
Son profesionales más frecuentemente afectados los funcionarios y el personal laboral contratado de las administraciones públicas (central, regional o local), los profesores investigadores de las universidades públicas y privadas, los trabajadores de la enseñanza primaria, media o universitaria, informáticos, auditores, los trabajadores de la salud, cuidadores de guarderías y escuelas infantiles, personal de hostelería y turismo, personal de bancos e instituciones financieras, oficiales de marina mercante, así como los miembros de organizaciones denominadas ideológicas (instituciones y organizaciones caritativas o religiosas, partidos políticos, sindicatos), trabajadores del sector gastronómico. En general, todo el sector de los servicios resulta afectado en mayor proporción.

#### Ejemplos
Según la Plataforma contra la corrupción y el acoso en la universidad pública española, el acoso laboral en este ámbito es muy frecuente. La endogamia, el acoso y el caciquismo no es que sean frecuentes en la universidad española: son su modus vivendi habitual, afirma Guillem Bou, miembro fundador de esta plataforma.
La empresa France Télécom está siendo investigada por los numerosos suicidios registrados recientemente entre los trabajadores de esta empresa. La empresa, que quería reducir plantilla pero no podía despedir a muchos trabajadores por ser funcionarios, llevó a cabo una campaña de desmotivación de los mismos para conseguir que renunciaran voluntariamente a su trabajo. Se investiga si el estrés y depresión general que se generó fue tan grande que cuarenta y seis de los trabajadores afectados se suicidaron y otros quince lo intentaron.

## Evaluación del acoso moral en el trabajo
En la actualidad la evaluación del acoso laboral se fundamenta principalmente en la aplicación de pruebas psicométricas, las cuales requieren contar con confiabilidad y validez experimental con la finalidad de que puedan arrojar resultados objetivos al respecto.
Por lo tanto es necesario llevar a cabo un riguroso control al respecto, dada la existencia de diversos cuestionarios para el diagnóstico de este riesgo psicosocial laboral, que podrían generar la presencia de mediciones erróneas y confusas relacionadas con otras psicopatologías similares o eventos aislados de violencia (Piñuel, 2006) que imposibilitarían el llevar a cabo una detección correcta para el adecuado planteamiento del tratamiento del mismo en beneficio de la salud ocupacional de los trabajadores.
De tal forma que entre los principales instrumentos de medición que cuentan con estas características psicométricas y que son de los más empleados hoy en día para tal efecto, se encuentran el Leymann Inventory of Psychological Terrorization (LIPT) de Leymann (1996); el NAQ (1997) de Einarsen y Raknes; , el Generalized Workplace Abuse (1999) de Richman; el LIPT-60 (2003) de González de Rivera y Rodríguez, el Cuestionario Individual sobre Psicoterror, Ninguneo, Estigmatización y Rechazo en Organizaciones Sociales Cuestionario (CISNEROS) de Piñuel y Oñate (2002), entre otros.
Por ello la utilidad y aplicabilidad práctica de una sólida evaluación del  acoso laboral radica en la detección real del alcance de esta problemática en las víctimas y sobrevivientes, lo cual puede coadyuvar en el planteamiento del tratamiento médico y psicoterapeútico de los mismos, así como para su correspondiente prevención, manejo, control y seguimiento, así como de las diversas problemáticas de salud psicológica, fisiológica y psicosomática derivadas del mismo que llega a presentar el personal de las organizaciones, el cual merece respeto a su dignidad humana y la mejora de su calidad de vida en el escenario ocupacional del siglo XXI.

## Legislación por países

### España
- En el Código Penal de España, el acoso laboral está tipificado dentro de los delitos de torturas y contra la integridad moral. Se entiende por tal: «El hostigamiento psicológico u hostil en el marco de cualquier actividad laboral o funcionarial, que humille al que lo sufre, imponiendo situaciones de grave ofensa a la dignidad».

La reforma también trata de dar respuesta penal a la aparición de conductas acosadoras de hostigamiento y abuso, en la mayoría de los casos con fines especuladores, como cuando se trata de forzar a alguien a irse de su casa, independientemente de que esta sea propia o arrendada.
El acoso se regula expresamente como una forma de coacción que, de probarse, acarrea penas de «un año y nueve meses a tres años de prisión, o multa de 18 a 24 meses».
- En junio de 2011, en virtud de la resolución del Ministerio de Política Territorial y Administración Pública, de 05/05/2011, el gobierno aprobó un reglamento para regular el acoso laboral en la Administración. De acuerdo con dicha resolución, actuaciones como mantener a un funcionario sin trabajo u ordenarle tareas inútiles; reprenderle reiteradamente delante de otras personas; difundir rumores falsos sobre su profesionalidad o vida privada; tomar represalias si ha protestado por la organización del trabajo, etc., serán consideradas acoso laboral.[17][18]

### Bolivia
En Bolivia, la Nueva Constitución Política del Estado Plurinacional de Bolivia, prohíbe todo tipo de acoso laboral. Sección III, Artículo 49.
Se han llevado a cabo juicios a nivel Tribunal Constitucional de la Justicia en los que las víctimas de acoso laboral salieron favorecidas.
La Defensoría del Pueblo también defiende este tipo de causas y los casos que son presentados reciben trato justo.

### Uruguay
En la República Oriental del Uruguay no existe ley específica al respecto. Sí protección genérica a nivel constitucional y mediante normas internacionales ratificadas por el país.
El parlamento tiene a estudio tres proyectos de ley, dos en Cámara de Representantes y uno en Cámara de Senadores.
Los proyectos a estudio de la Cámara de Representantes fueron ingresados por su orden, el primero en el año 2009 y el segundo en el 2012 y el tercero ingresó al Senado el 31 de julio de 2013.
ley 18561

### Colombia
En la República de Colombia se expidió la ley 1010 de 2006 por medio de la cual se adoptan medidas para prevenir, corregir y sancionar el acoso laboral y otros hostigamientos en el marco de las relaciones de trabajo.

### Chile
La Ley número 20.607 del año 2012 incorporó al inciso segundo del artículo 2.° del Código del Trabajo, una definición de acoso laboral en Chile, en los siguientes términos: «Toda conducta que constituya agresión u hostigamiento reiterados, ejercida por el empleador o por uno o más trabajadores, en contra de otro u otros trabajadores, por cualquier medio, y que tenga como resultado para el o los afectados su menoscabo, maltrato o humillación o bien que amenace o perjudique su situación laboral o sus oportunidades de empleo». En este sentido, el ordenamiento jurídico chileno entrega protección a las víctimas de acoso laboral en Chile mediante tres mecanismos: El recurso de protección; tutela laboral e indirectamente mediante el autodespido o despido indirecto.

## Respuesta activa al acoso laboral
Según Iñaki Piñuel, el reproche más frecuente que se dirigen a sí mismas las víctimas del acoso laboral es «no haber hecho frente a tiempo al problema.[cita requerida] La negación del problema suele ser el primer y principal obstáculo para comenzar a darle respuesta y solución», de manera que se pretende hacer frente cuando ya es demasiado tarde. Esta negación o inhibición ante el problema se produce cuando el afectado percibe, sí, «una amenaza extraordinaria para su integridad», pero «cuyo afrontamiento efectivo es percibido como extremadamente doloroso». Se deja pasar el tiempo con la ilusión de que éste lo remedia todo, pero la experiencia práctica apunta a todo lo contrario: lo que se produce en realidad es el enquistamiento del problema. Por tanto, es muy necesario plantar cara de manera decidida desde el primer momento, ya que «el mecanismo destructivo del hostigamiento psicológico no puede operar cómodamente contra una víctima activa y asertiva que da respuestas. [...] El acosador requiere para su actuación de la paralización de la víctima desde el principio y que ésta no haga nada. El mecanismo perverso del mobbing requiere y cuenta con esta parálisis». De esta manera, se aconseja al trabajador y a las organizaciones que lo apoyan:
- Tomar conciencia del derecho a la dignidad en el trabajo.
- Labor preventiva.
- Información.
- Asistencia, apoyo y entrenamiento en la respuesta activa por parte de especialistas.
- Evitar a toda costa el retraso en la solución del problema.

Este retraso en el afrontamiento activo del problema, así como la llamada "reacción poliánica" ('no querer ver el mal', 'no pensar mal', 'no criticar', 'no hacer daño a nadie'), para Iñaki Piñuel, lo único que consiguen es facilitar el camino al acosador hacia nuevas agresiones y nuevas víctimas.
Según Nora Rodríguez, otras acciones recomendables son: ser menos previsible, actuar con decisión cuando alguien evite el contacto directo y solo se vale de indirectas, no discutir inútilmente ni recurrir a amenazas, no implicar a otros gratuitamente con sus comentarios y mantenerse firme y hablar siempre delante de testigos.

### Estrategias personales para superarlo
- Identificar el problema del acoso como tal: formarse e informarse sobre el problema.
- Documentar y registrar las agresiones de que se es objeto desde el inicio.
- Hacer públicas las agresiones que se reciben en la intimidad y en secreto y comunicarlas a compañeros, jefes, directivos, asesores, pareja, amigos y familiares.
- Desactivarse emocionalmente: evitar reaccionar ante los ataques.
- Controlar y canalizar la ira y el resentimiento, ya que la ira es la aliada del acosador: evitar explosiones de ira.
- Hacer frente al acoso: el afrontamiento hace recular al hostigador, que es cobarde en el fondo.
- Dar respuesta a las calumnias y críticas destructivas con asertividad (sin pasividad ni agresividad).
- Proteger los datos, documentos y archivos del propio trabajo y guardar todo bajo llave, desconfiando de las capacidades manipulativas de los hostigadores.
- Evitar el aislamiento social: salir hacia afuera y afrontar socialmente la situación del acoso.
- Rechazar la inculpación sin aceptación ni justificación mediante la extroyección de la culpabilidad.
- No intentar "convencer" o "cambiar" al hostigador.
- No caer en la inhibición: contar a otros el acoso. Hablar del tema del acoso, comunicarlo, escribirlo, relatarlo, etc.
- Desarrollar la empleabilidad propia: incrementar la formación y capacitación profesional.
- Ir conscientemente el acosado a la baja laboral o a la renuncia voluntaria antes de permitir ser destruido psíquicamente.
- Solicitar desde el principio asesoramiento psicológico especializado.
- Solicitar consejo legal para hacer valer y defender los derechos propios.
- Desarrollar la "autoestima autónoma" como vacuna contra el acoso.
- Desarrollar el poder curativo del humor.
- Permitirse llorar por el daño propio, como medio de desahogo.
- Perdonar al acosador, como forma de liberación final.[23]

### Cómo actuar ante un caso
En este sentido, por suerte la difusión de la información de lo que es el acoso laboral y la reivindicación de los derechos del trabajador, ha hecho que cada vez sean más numerosos las situaciones de este tipo de acoso que son confesadas por la víctimas.
Ante una situación de acoso laboral, normalmente es necesario iniciar un asesoramiento legal para poder solucionar la situación existente, pues suele ser una situación que víctima y acosador viven de forma muy diferente, donde se han establecido unos roles patológicos que requieren ser extinguidos a menudo, ante la dificultad de poder cambiarlos.
En este sentido, un buen abogado encargado de un caso de acoso laboral debe ser capaz de transmitir a la parte contraria (empresario u otro trabajador) la situación de la víctima, y poder llegar a un acuerdo que normalmente implica la extinción del contrato laboral para que la víctima pueda quedar libre de la obligación de continuar con su empleo pero teniendo derecho a la prestación de desempleo, así como valorar la posibilidad de una indemnización adicional por los daños personales causados.
En este proceso legal, suele ser de mucha ayuda la existencia de un informe pericial del estado emocional de la víctima, un informe pericial por supuesto siempre sincero a la situación real, que incluya parámetros de validez y fiabilidad, y que exponga de forma clara y contundente la situación sufrida. Por supuesto siempre hay que velar por respetar la reacción emocional y por acompañar a la víctima en el sufrimiento durante el proceso de realización de las exploraciones descritas anteriormente, pues es fundamental su bienestar durante el proceso de evaluación.

## Etimología
Mobbing (del verbo inglés to mob, 'asediar', 'acosar', 'acorralar en grupo') proviene de la etología, ciencia que estudia el comportamiento de los animales, sobre todo del campo de la ornitología, donde la conducta defensiva de un grupo de pequeños pájaros consiste en el atosigamiento continuado a un enemigo más grande, con frecuencia un ave rapaz. Estos comportamientos en la naturaleza terminan frecuentemente, o bien con la huida, o con la muerte del animal acosado por varios otros.
El científico sueco Heinz Leymann investigó el fenómeno en la década de 1980, y fue quien utilizó por primera vez el término mobbing para referirse al problema. Otros autores destacados en el estudio de los acosos moral y laboral son la francesa Marie-France Hirigoyen, la mexicana Florencia Peña Saint Martin, y el español Iñaki Piñuel y Zabala.